# Маттарелла, Пьерсанти
Пьерсанти Маттарелла (итал. Piersanti Mattarella; 24 мая 1935, Кастелламмаре-дель-Гольфо, провинция Трапани, Сицилия — 6 января 1980, Палермо, Сицилия) — итальянский политик.

## Биография

### Политическая карьера
Сын видного деятеля Христианско-демократической партии Бернардо Маттарелла и Марии Буччеллато (Maria Buccellato), брат Серджо Маттарелла. Получил религиозное воспитание, участвовал в деятельности католической организации Azione Cattolica, затем занялся политикой в рядах Христианско-демократической партии, вдохновляясь примерами Джорджо Ла Пира и Альдо Моро, преподавал в университете Палермо. Вошёл в коммунальный совет Палермо, трижды избирался в региональную ассамблею (Assemblea regionale siciliana), в 1971—1974 и 1976—1978 годах являлся региональным асессором в нескольких составах правительства. В 1978 году избран президентом региона Сицилия.

### Смерть

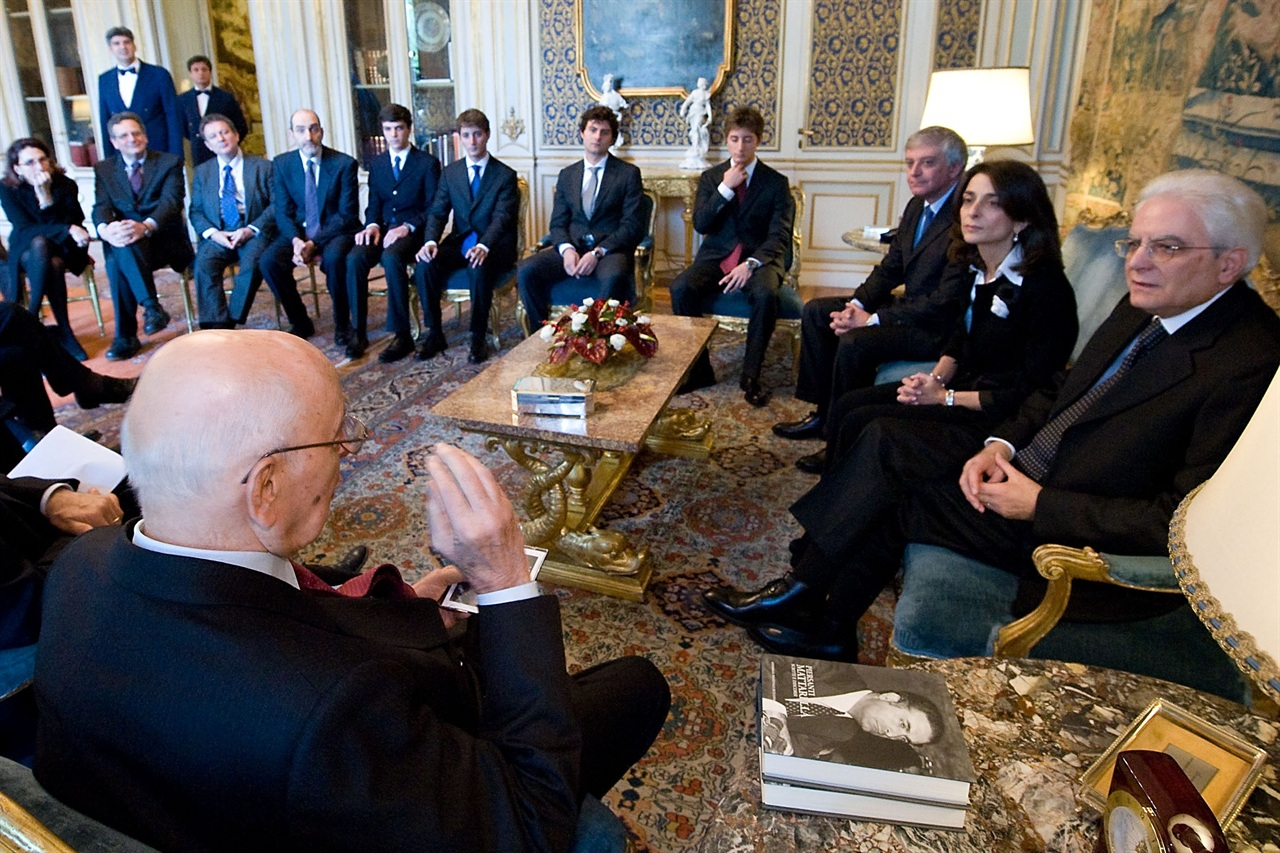
Родственники Пьерсанти Маттарелла на аудиенции у президента Наполитано в 2010 году по случаю презентации документального фильма к годовщине гибели Пьерсанти. Крайний справа: Серджо Маттарелла.

6 января 1980 года, в праздник Крещения, Пьерсанти Маттарелла вышел из своего дома в Палермо вместе с женой, Ирмой Кьядзесе (Irma Chiazzese), и детьми Бернардо и Пией (соответственно 19 и 17 лет), чтобы ехать в церковь. Убийца приблизился к машине (по праздникам Маттарелла отпускал охрану) и выстрелил несколько раз через окно в губернатора, спустя полчаса тот умер в больнице. Следствие начал помощник прокурора Палермо Пьетро Грассо. В первую очередь подозрения пали на фашистов из Революционных вооружённых ячеек, а также леворадикальных террористов из организаций Первая линия и Красные бригады. Валерио Фиораванти был опознан вдовой как убийца, сообщником считался другой неофашист — Джильберто Каваллини, но 6 апреля 1993 года признательные показания дал босс мафии Томмазо Бушетта. 26 июля 1999 года в соответствии с окончательным приговором по данному делу Фиораванти и Каваллини были оправданы, а к пожизненному заключению как заказчики преступления приговорены мафиози Тото Риина, Микеле Греко, Бернардо Провенцано, Бернардо Бруска, Джузеппе Кало, Франческо Мадония, Нене Джерачи. Исполнители убийства не установлены.
К тридцатой годовщине гибели Пьерсанти Маттарелла журналист Джованни Грассо снял на телеканале Rai 3 документальный фильм «La buona battaglia».
В начале 2015 года в прессе вновь появились сообщения о возможной причастности неофашистов к убийству Пьерсанти Маттарелла. В качестве посредника между ультраправыми экстремистами и мафией называли Массимо Карминати, связанного и с римской бандой Мальяна, и с Революционными вооружёнными ячейками. В свою очередь, банда Мальяна якобы имела контакты с сицилийской мафией.